# Toren van Beyaert
De Toren van Beyaert, of Toren van Doornik (Frans: Tour de Beyaert, of Tour de Tournai) is een bouwwerk in het Jubelpark in de Belgische hoofdstad Brussel.
De toren is gebouwd voor de Nationale Tentoonstelling ter gelegenheid van de vijftigste verjaardag van de Belgische onafhankelijkheid in 1880. Architect is Henri Beyaert, onder andere bekend als architect van de hoofdzetel van de Nationale Bank van België.
Het is een kleine toren in middeleeuwse stijl. Het doel van het bouwwerk was om tijdens de tentoonstelling de toepassing van Doornikse steen te tonen. Het geheel is opgetrokken uit Doornikse steen en gedekt met imitatieleisteen. Boven de oostelijke toegang is het monogram van Henri Beyaert te zien. Het smeedijzeren traliewerk is toegevoegd in 1895.
Sinds 1976 heeft de toren een beschermde status.